# Thư viện quốc gia Latvia
Bản mẫu:Expand Latvian
Thư viện quốc gia Latvia (tiếng Anh: National Library of Latvia, tiếng Latvia: Latvijas Nacionālā bibliotēka) hay còn được gọi là Lâu đài Ánh sáng) (Castle of Light, Gaismas pils) là một tổ chức văn hóa quốc gia dưới sự giám sát của Bộ Văn hóa Latvia. Thư viện quốc gia Latvia được thành lập vào năm 1919 sau khi Cộng hòa Latvia tuyên bố độc lập năm 1918. Người giám sát đầu tiên của thư viện là Jānis Misiņš, một thủ thư và là người sáng lập thư mục khoa học Latvia (1862–1945).
Ngày nay Thư viện đóng một vai trò quan trọng trong sự phát triển xã hội thông tin của Latvia, cung cấp truy cập Internet cho cư dân và hỗ trợ nghiên cứu và giáo dục trọn đời.

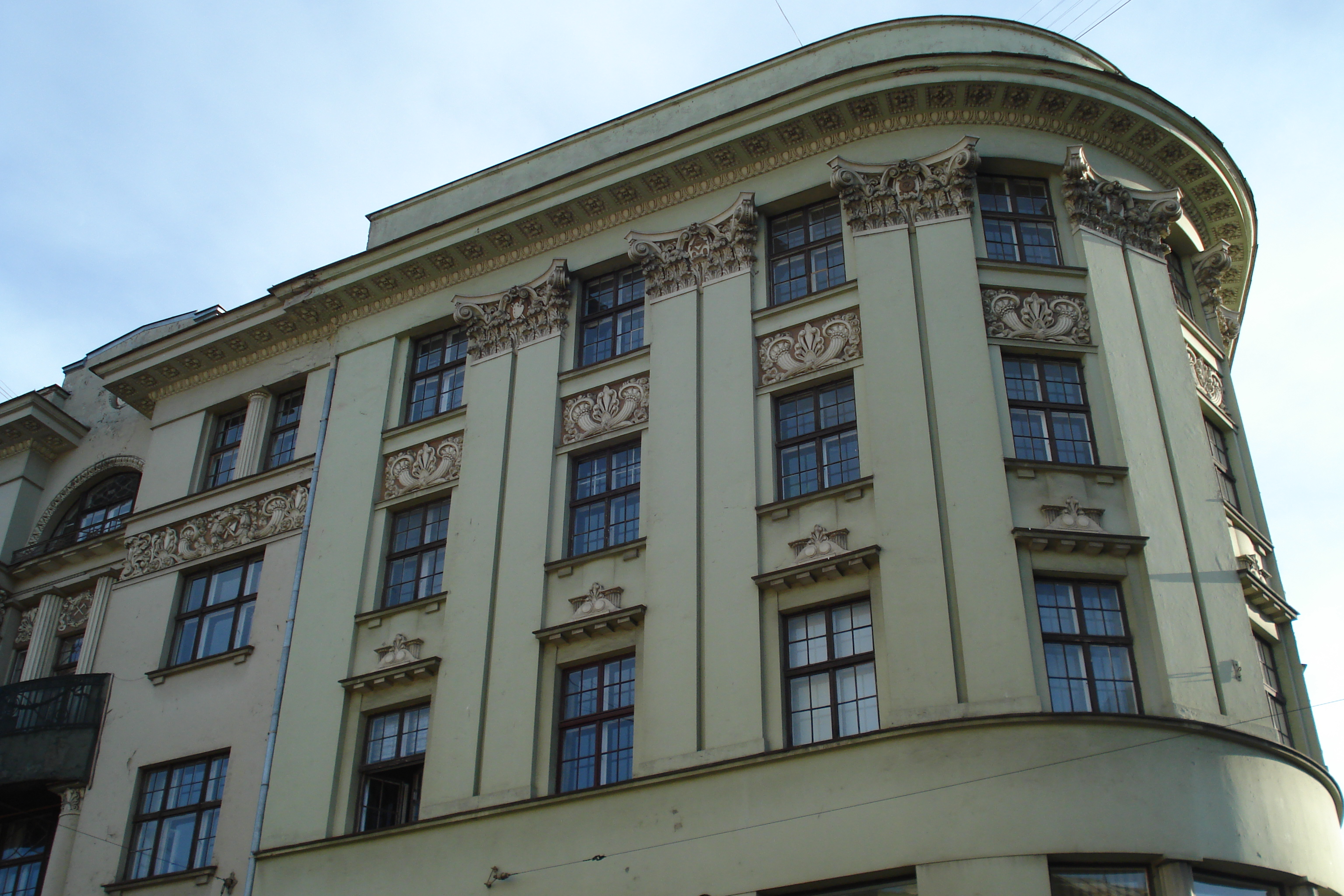
Tòa nhà chính lịch sử, Krišjāņa Barona iela 14